# Мініпе (підрозділ окружного секретаріату)
Підрозділ окружного секретаріату Мініпе — підрозділ окружного секретаріату округу Канді, Центральна провінція, Шрі-Ланка. Складається з 48 Грама Ніладхарі.